# 张贵庄街道
张贵庄街道，是中华人民共和国天津市东丽区下辖的一个乡镇级行政单位。

## 行政区划
张贵庄街道下辖以下地区：
华亭里社区、先锋里社区、永平巷社区、詹滨西里社区和津门里社区。